# Mario Bandini Piccolomini

Arme di Mario Bandini Piccolomini

Mario Bandini Piccolomini (Siena, 1500 – Montalcino, 13 giugno 1558) è stato un politico italiano.

## Biografia
Figlio di Sallustio e di Montanina Piccolomini Todeschini.
La madre proveniva da un'importante famiglia senese. Contava tra i suoi parenti stretti, oltre i papi piccolominei Pio II e Pio III, anche il papa Paolo III Farnese. Fin dagli anni dell'infanzia, fu condizionato dal prestigio della famiglia materna e dall'influenza dello zio cardinale, Giovanni, fratello della madre e arcivescovo di Siena. Tali indissolubili legami, lo portarono ad entrare, insieme ai fratelli, nella consorteria Piccolomini, inquartando il proprio stemma con quello degli avi materni e aggiungendo a quello dei Bandini, il cognome Piccolomini.
Oltre ai vantaggi politici ed economici rivenienti dagli accennati trascorsi, egli era, inoltre, il primogenito di un'antica e potente casata senese.

Ereditò, dal padre, la signoria di Castiglioncello Bandini e un vasto feudo nel territorio di Massa di Maremma, dove la famiglia possedeva ampi territori fondiari e doveva la propria ricchezza allo sfruttamento delle miniere di argento e di rame della zona.

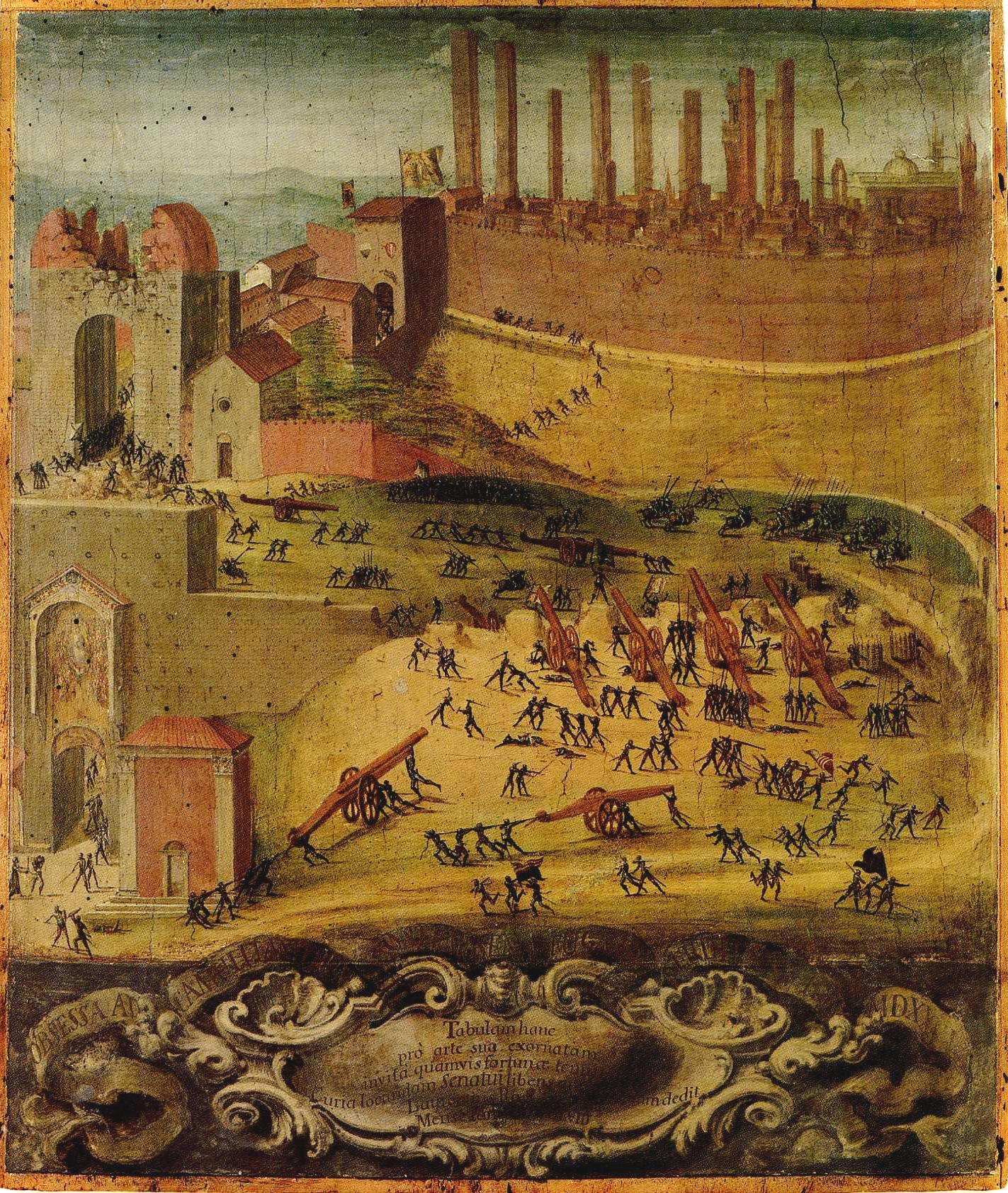
La vittoria di Porta Camollia - 1527

Durante la giovinezza dovette assistere impotente alla tirannia della famiglia di Pandolfo Petrucci giunto al potere, dopo le lunghe ed estenuanti lotte intestine di Siena. Combattute, essenzialmente, tra popolari, di parte ghibellina e i Noveschi, di parte guelfa.

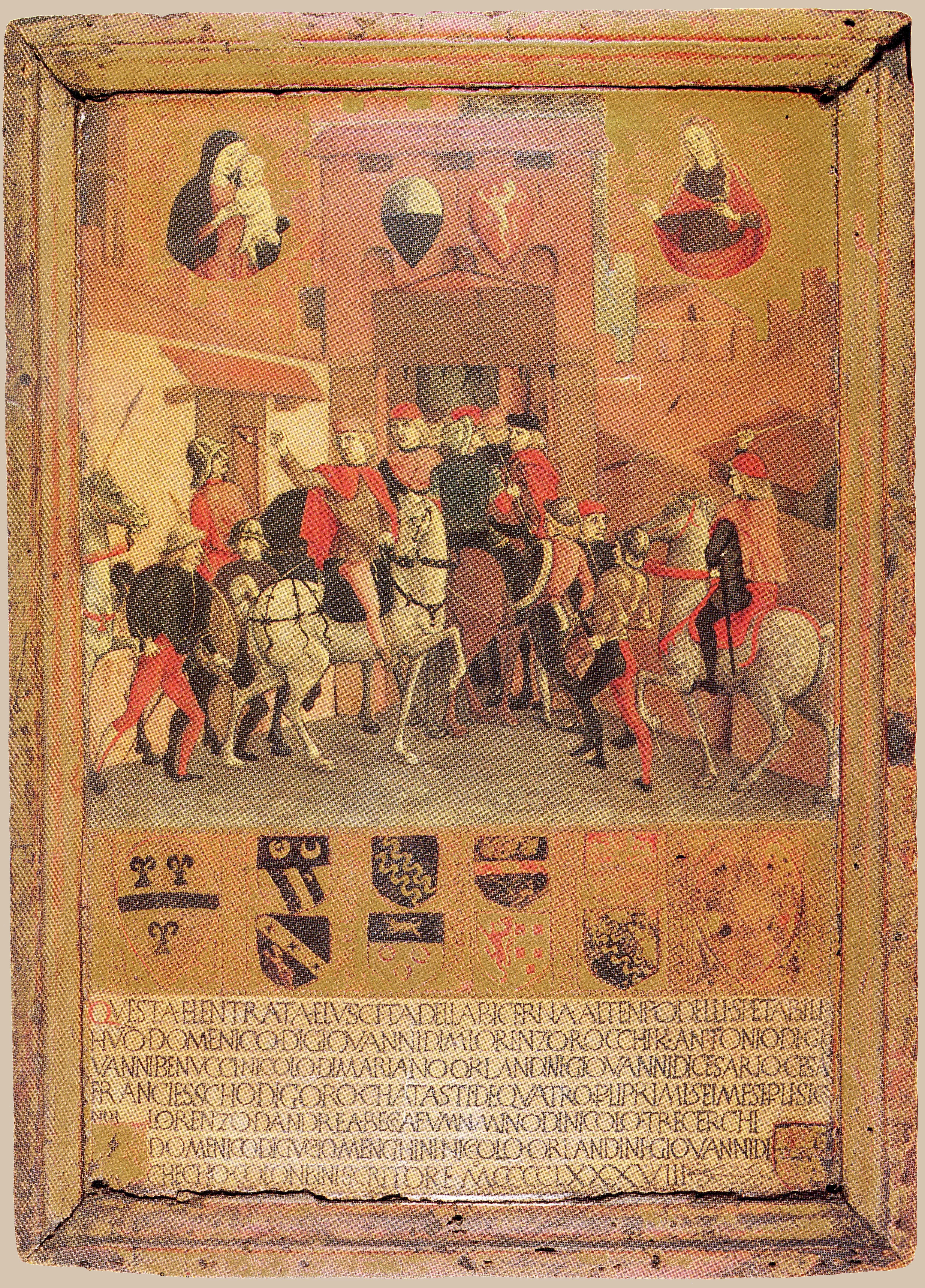
Pandolfo Petrucci entra a Siena (Porta di Fontebranda) - 1487

 Circostanza che accrebbe, nel Bandini, l'ansia di libertà, radicata sia nei sentimenti familiari che nella gioventù senese in genere. Entrato nel supremo magistrato in età giovanile, come d'altra parte, era d'uso tra gli aristocratici del tempo. A differenza degli altri giovani, partecipò attivamente alla vita politica della Repubblica. Nel 1524, già cancelliere di Balìa, prese parte, in prima linea, alla violenta insurrezione che, scacciò Fabio, il mediocre erede di Pandolfo, estromettendo, così, dalla Repubblica, sia i Petrucci, che i Noveschi. Episodio che, insieme ad altri cruenti, svoltisi, nei mesi successivi, ai danni delle forze guelfe, gli valse la personale ostilità di Papa Clemente VII, che organizzò contro i senesi, un esercito insieme ai Fiorentini e ai fuoriusciti Noveschi. Gli alleati, molto superiori di numero, dopo aver occupato le fortificazioni costiere della Repubblica, Talamone e Orbetello, minacciavano ormai Siena, ma inaspettatamente, la guerra si risolse ai danni, della Repubblica di Firenze, che subì una grave sconfitta alla porta di Camollia. Il Bandini, che ormai aveva sempre un maggior peso, nel presidio delle libertà cittadine, partecipò anche in questa occasione in modo determinante, al comando di una compagnia di armati Lucignanesi, come capitano di cavalleria.
In questo periodo, Mario e la sua famiglia raggiunsero il massimo prestigio. Nel 1526 Carlo V lo nominò Cavaliere Aurato, gratificandolo anche con il titolo di Conte palatino.
Successivamente, la repubblica gli permise di acquisire il feudo della Marsiliana confiscato ai figli ribelli del Petrucci.
Il Bandini, divenuto uno degli uomini più potenti di Siena, dopo questi anni di successi, fu costretto a seguire le alterne vicende del declino della Repubblica. L'alleanza con gli Imperiali si rivelò un fallimento. Il Bandini con rammarico dovette assistere al rientro e reintegro dei Noveschi. Inoltre in sostituzione del deposto Petrucci si avvicendarono, inviati del Imperatore, ora in veste di agenti, ora di consiglieri o in alternativa come Capitani generali delle armi, personaggi che altro non erano, che una sorta di viceré di Carlo V. Ultimo di questa serie fu Don Diego Hurtado de Mendoza con il suo duro e repressivo governo. Il Bandini, continuò a ricoprire incarichi militari e politici importanti, sia a Siena che all'estero. In patria, si impegnò per il ripristino della legalità e la sottomissione dei vassalli ribelli, dopo i guasti causati dalla guerra contro i Fiorentini. All'estero, si adoperò come agente diplomatico presso il Regno di Napoli, la corte di Carlo V, il Ducato di Milano e lo Stato Pontificio. Il suo entusiasmo, però, non era, più, quello giovanile di un tempo. Progressivamente si ritirò a vita privata curando gli interessi economici della famiglia.
Dopo la Cacciata degli Spagnoli, quando, nel 1553, una nuova guerra minacciava la libertà della patria, sollecitato dal fratello Arcivescovo, tornò attivamente nella vita politica e militare. Fu del magistrato degli Otto della guerra e fu l'ultimo Capitano del Popolo della Repubblica di Siena. Nel giorno della sconfitta, denso di significato politico, quanto eroico, fu il gesto, di portare con sé in esilio, il sigillo pubblico, simbolo del potere della Repubblica. Dichiarato ribelle dal governo mediceo, dal 1555 fino al giorno della sua morte, fu al governo e alla difesa della Repubblica di Siena riparata in Montalcino. I suoi beni furono confiscati e solo dopo la Pace di Cateau-Cambrésis del 1559, furono restituiti alla famiglia.
La famiglia, oltre al fratello Francesco, era composta da quattro figli:
- Germanico (1532 - † 1569). Divenne Cavaliere Ordine dello Speron d'oro e Conte del Sacro Palazzo Lateranense. Nel 1560 divenne Vescovo di Corinto[4].
- Sallustio (1544 - † 1570) . Come il fratello fu Cavaliere Ordine dello Speron d'oro e Conte del Sacro Palazzo Lateranense. Inoltre fu gentiluomo del Granduca Cosimo I de' Medici. Morì senza lasciare discendenza[4].
- Montanina (1533 - † 1600 ca.). Prese in sposo Amerigo Amerighi
- Berenice  (1530 - † 1590 ca.). Prese in sposo Alfonso Bardi. Berenice, insieme alla sorella Montanina, era l'ultima discendente superstite dei Bandini Piccolomini. Per disposizione dello zio, fratello del padre, l'Arcivescovo di Siena, Francesco, a lei andò tutto il cospicuo patrimonio della famiglia, con l'obbligo, per i discendenti, di abbandonare il cognome e lo stemma Bardi, per assumere quello dei Bandini[6].